# U.S. Route 34

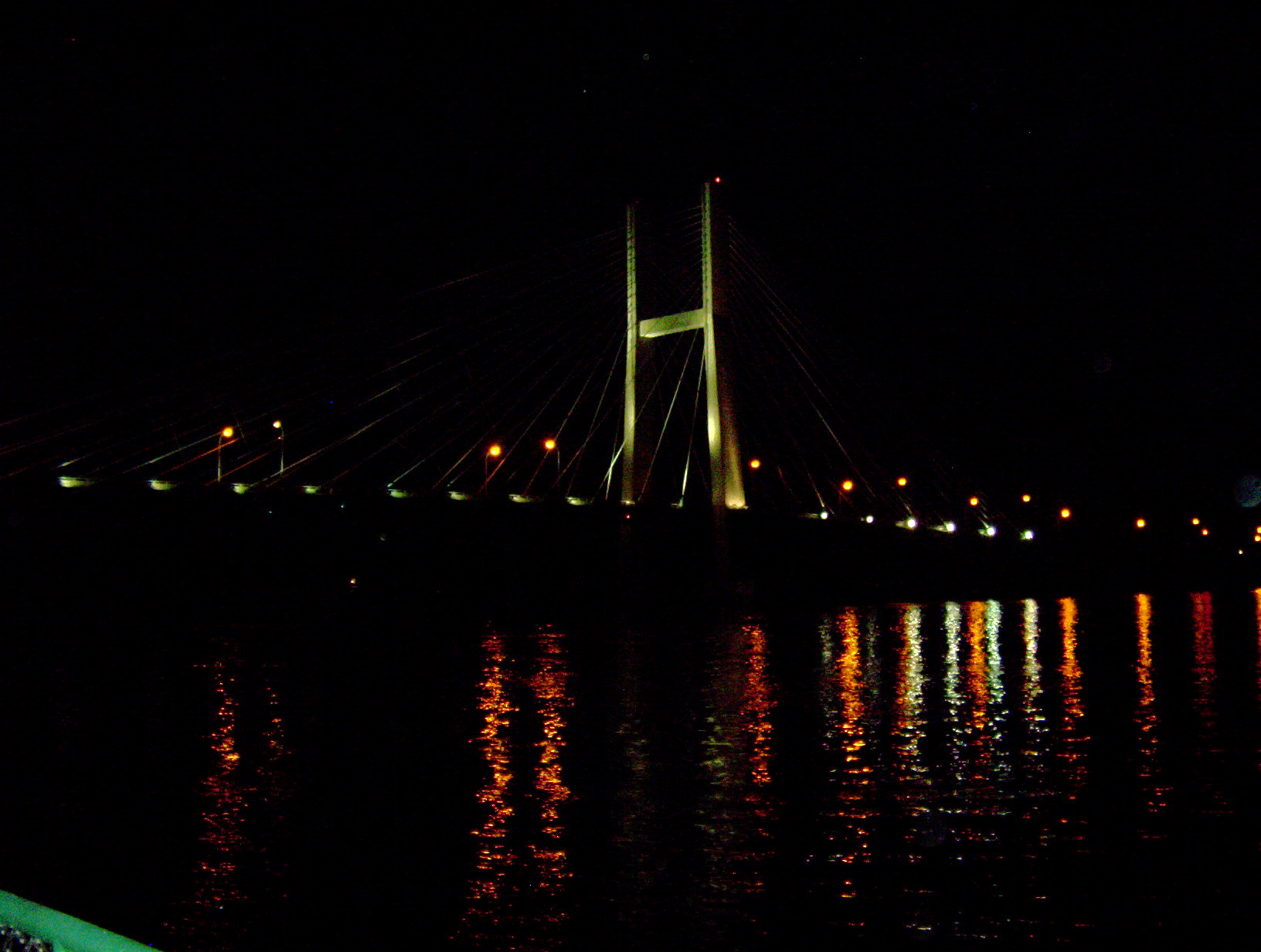
Ponte sobre a U.S. Route 34 em Burlington, condado de Des Moines, no Iowa

A U.S. Route 34 (ou U.S. Highway 34) é uma autoestrada dos Estados Unidos.
Faz a ligação do Oeste para o Este. A U.S. Route 34 foi construída em 1926 e tem 1 122 milhas (1 806 km).

## Principais ligações
Autoestrada 25 em Loveland

 Autoestrada 80 perto de Lincoln

 Autoestrada 35 perto de Osceola

 Autoestrada 74 em Galesburg

 Illinois Route 43 em Berwyn